# David Álvarez Agudelo
David Antonio Álvarez Agudelo (Itagüí, Antioquia, Colombia, 13 de octubre de 1992) es un futbolista colombiano. Juega como defensor central en el Real Soacha Cundinamarca de la Categoría Primera B de Colombia.

## Trayectoria

### Once Caldas
David Álvarez debuta con el Once Caldas en el año 2011. Ese año, jugó la final del fútbol profesional colombiano, en la cual su equipo perdió en la serie de penales en Manizales.

En el 2012 debuta a nivel internacional jugando la Copa Libertadores con el Once Caldas en la primera fase frente a Internacional, equipo brasilero, la cual el once pierde y queda eliminado de la copa.

En el 2013 el Once Caldas contrata al técnico Santiago Escobar, que al comienzo del torneo no incluía en su nómina titular a Álvarez, pero con el transcurso de las fecha y tras la lesión de Sebastian Puerta, se afianza en la titular y termina jugando los cuadrangulares fina

### Tampico Madero
Para el 2016, el presidente ejecutivo del Tampico Madero Enrique Badillo, anuncio en Twitter la contratación de él para el Clausura 2016.

Con la Jaiba Brava, disputa la gran mayoría de partidos del clausura, de la segunda división de México. Donde el Tampico Madero sale campeón después de 15 años, sobresaliendo y teniendo muy buenas actuaciones .

### Junior de Barranquilla
En julio de 2016 es confirmado como nuevo refuerzo del Junior de Barranquilla.

### Alebrijes de Oaxaca
El 4 de julio de 2017 es confirmado como nuevo jugador del Alebrijes de Oaxaca de la Liga de Ascenso de México.

## Clubes
| Club                     | País      | Año           |
| ------------------------ | --------- | ------------- |
| Once Caldas              | Colombia  | 2011 - 2013   |
| Tampico Madero           | México    | 2016          |
| Junior de Barranquilla   | Colombia  | 2016          |
| Alebrijes de Oaxaca      | México    | 2017 - 2018   |
| Leones                   | Colombia  | 2019          |
| Monagas SC               | Venezuela | 2020-2022     |
| Valledupar FC            | Colombia  | 2023          |
| Real Soacha Cundinamarca | Colombia  | 2023-presente |

## Estadísticas
| Club                         | Temporada           | Liga  | Liga  | Copa Nacional | Copa Nacional | Copa Internacional | Copa Internacional | Total | Total |
| Club                         | Temporada           | Part. | Goles | Part.         | Goles         | Part.              | Goles              | Part. | Goles |
| ---------------------------- | ------------------- | ----- | ----- | ------------- | ------------- | ------------------ | ------------------ | ----- | ----- |
| Once Caldas · Colombia       | 2011                | 17    | 0     | 6             | 0             | 0                  | 0                  | 23    | 0     |
| Once Caldas · Colombia       | 2012                | 17    | 0     | 8             | 0             | 2                  | 0                  | 27    | 0     |
| Once Caldas · Colombia       | 2013                | 10    | 0     | 4             | 0             | -                  | -                  | 14    | 0     |
| Once Caldas · Colombia       | Total               | 44    | 0     | 18            | 0             | 2                  | 0                  | 64    | 0     |
| Tampico Madero · México      | 2016                | 11    | 0     | 0             | 0             | 0                  | 0                  | 11    | 0     |
| Tampico Madero · México      | Total               | 11    | 0     | 0             | 0             | 0                  | 0                  | 11    | 0     |
| Junior · Colombia            | 2016                | 3     | 0     | 0             | 0             | 0                  | 0                  | 3     | 0     |
| Junior · Colombia            | Total               | 3     | 0     | 0             | 0             | 0                  | 0                  | 3     | 0     |
| Alebrijes de Oaxaca · México | 2017-18             | 1     | 0     | 5             | 0             | 0                  | 0                  | 16    | 0     |
| Alebrijes de Oaxaca · México | Total               | 11    | 0     | 5             | 0             | 0                  | 0                  | 16    | 0     |
| Total en su carrera          | Total en su carrera | 69    | 0     | 23            | 0             | 2                  | 0                  | 94    | 0     |